# Großwarasdorf
Großwarasdorf (kroatisch Veliki Borištof, ungarisch Szabadbáránd) ist eine Gemeinde im Bezirk Oberpullendorf im Burgenland in Österreich mit 1362 Einwohnern (Stand 1. Jänner 2025).

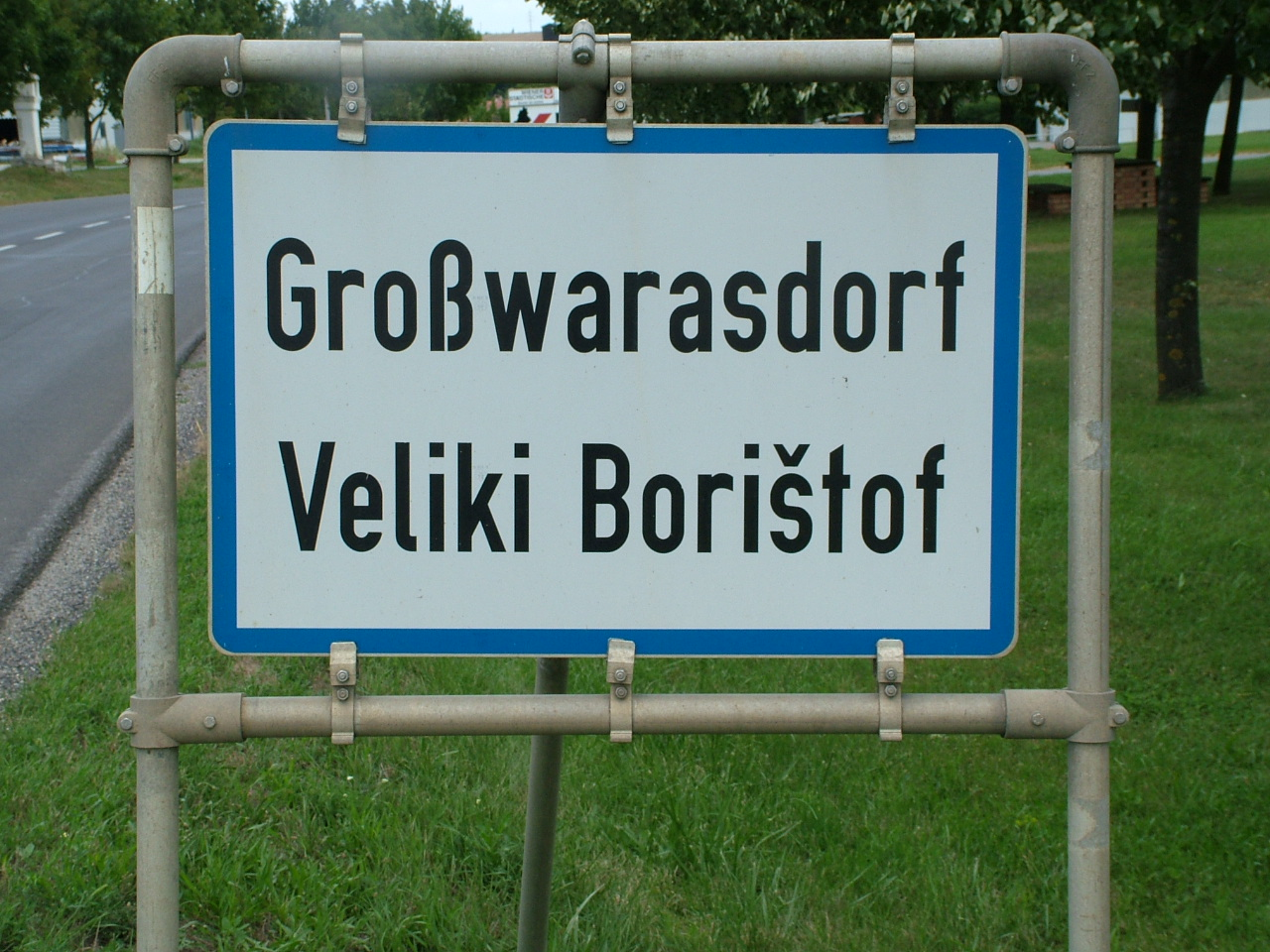
Zweisprachige Ortstafel

In der Gemeinde wurden am 13. Juli 2000 die ersten offiziellen zweisprachigen Ortstafeln im Burgenland aufgestellt. Von den Einwohnern gehören ca. 80 % der Volksgruppe der Burgenlandkroaten an. Im Ort befinden sich auch eine zweisprachige Volks- und Hauptschule.

## Geografie
Die Gemeinde liegt im Mittelburgenland.

### Gemeindegliederung
Das Gemeindegebiet umfasst folgende vier Ortschaften (in Klammern Einwohnerzahl Stand 1. Jänner 2025):
- Großwarasdorf (520)
- Kleinwarasdorf (426)
- Langental (102)
- Nebersdorf (314)

Die Gemeinde besteht aus den Katastralgemeinden Großwarasdorf, Kleinwarasdorf und Nebersdorf.
| Deutscher Ortsname | Ungarischer Ortsname | Kroatischer Ortsname |
| ------------------ | -------------------- | -------------------- |
| Großwarasdorf      | Szabadbáránd         | Veliki Borištof      |
| Kleinwarasdorf     | Borisfalva           | Mali Borištof        |
| Langental          | Langató              | Longitolj            |
| Nebersdorf         | Ligvánd              | Šuševo               |

### Nachbargemeinden
| Raiding        | Horitschon Raiding Horitschon               | Deutschkreutz |
| Stoob          | Kompassrose, die auf Nachbargemeinden zeigt | Nikitsch      |
| Oberpullendorf | Frankenau-Unterpullendorf                   |               |

## Geschichte

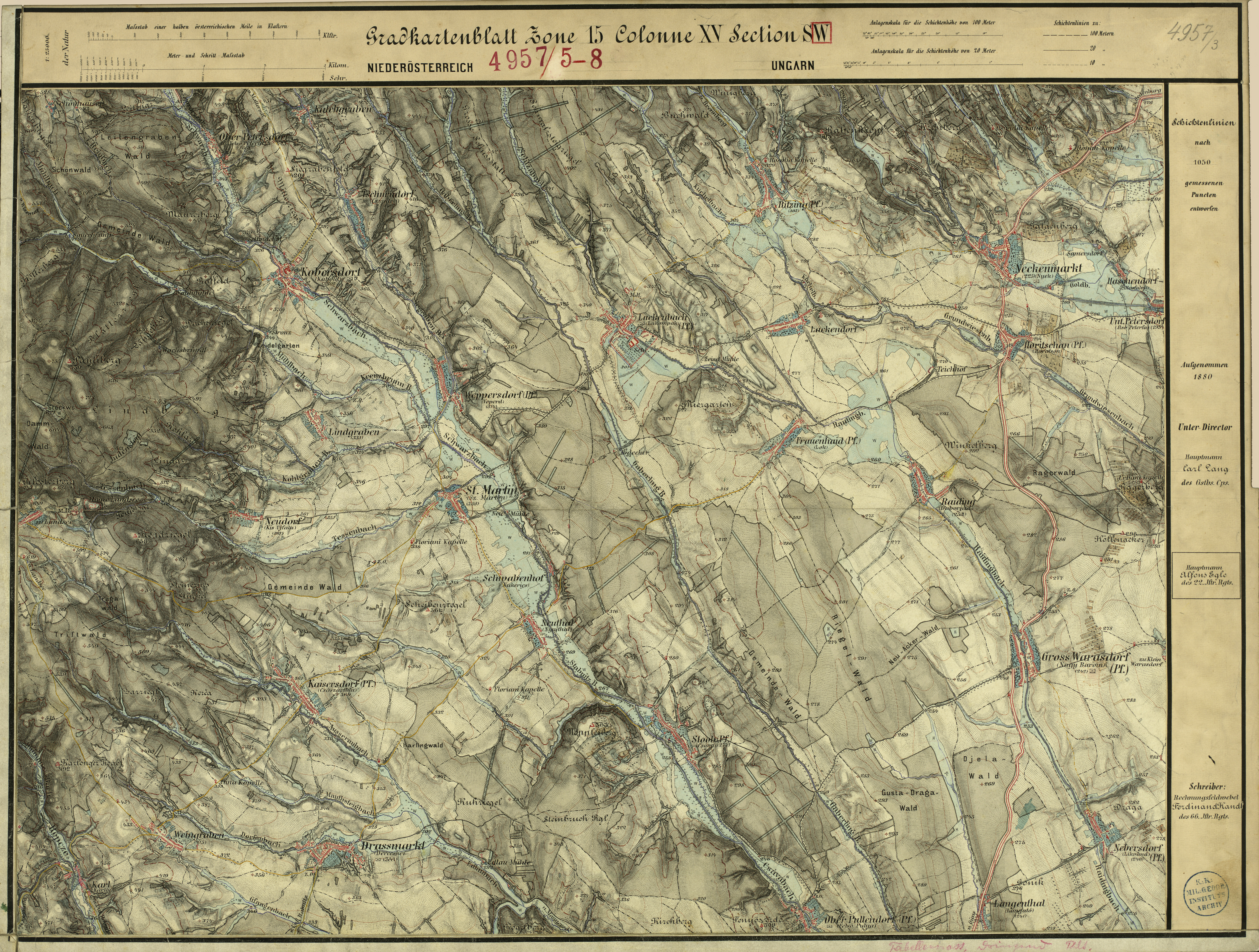
„Gross Warasdorf“ (rechts unten) um 1880 (Aufnahmeblatt der Landesaufnahme)

Vor Christi Geburt war das Gebiet Teil des keltischen Königreiches Noricum und gehörte zur Umgebung der keltischen Höhensiedlung Burg auf dem Schwarzenbacher Burgberg.
Später, unter den Römern, lag das heutige Großwarasdorf in der Provinz Pannonia.
Der Ort gehörte wie das gesamte Burgenland bis 1920/21 zu Ungarn (Deutsch-Westungarn). Seit 1898 musste aufgrund der Magyarisierungspolitik der Regierung in Budapest der ungarische Ortsname Nagybarom verwendet werden. Großwarasdorf hätte im Jahr 1830 Bezirksvorort werden sollen, jedoch widersetzten sich die Bewohner diesem Vorhaben, und die damaligen ungarischen Behörden machten das in jener Zeit unscheinbare Oberpullendorf zum Bezirksvorort. Von dieser Tatsache lässt sich auch der Spitzname der Großwarasdorfer „varošćani“ („Städter“) ableiten.
Nach Ende des Ersten Weltkriegs wurde nach zähen Verhandlungen Deutsch-Westungarn in den Verträgen von St. Germain und Trianon 1919 Österreich zugesprochen. Der Ort gehört seit 1921 zum neu gegründeten Bundesland Burgenland (siehe auch Geschichte des Burgenlandes).

## Kultur und Sehenswürdigkeiten

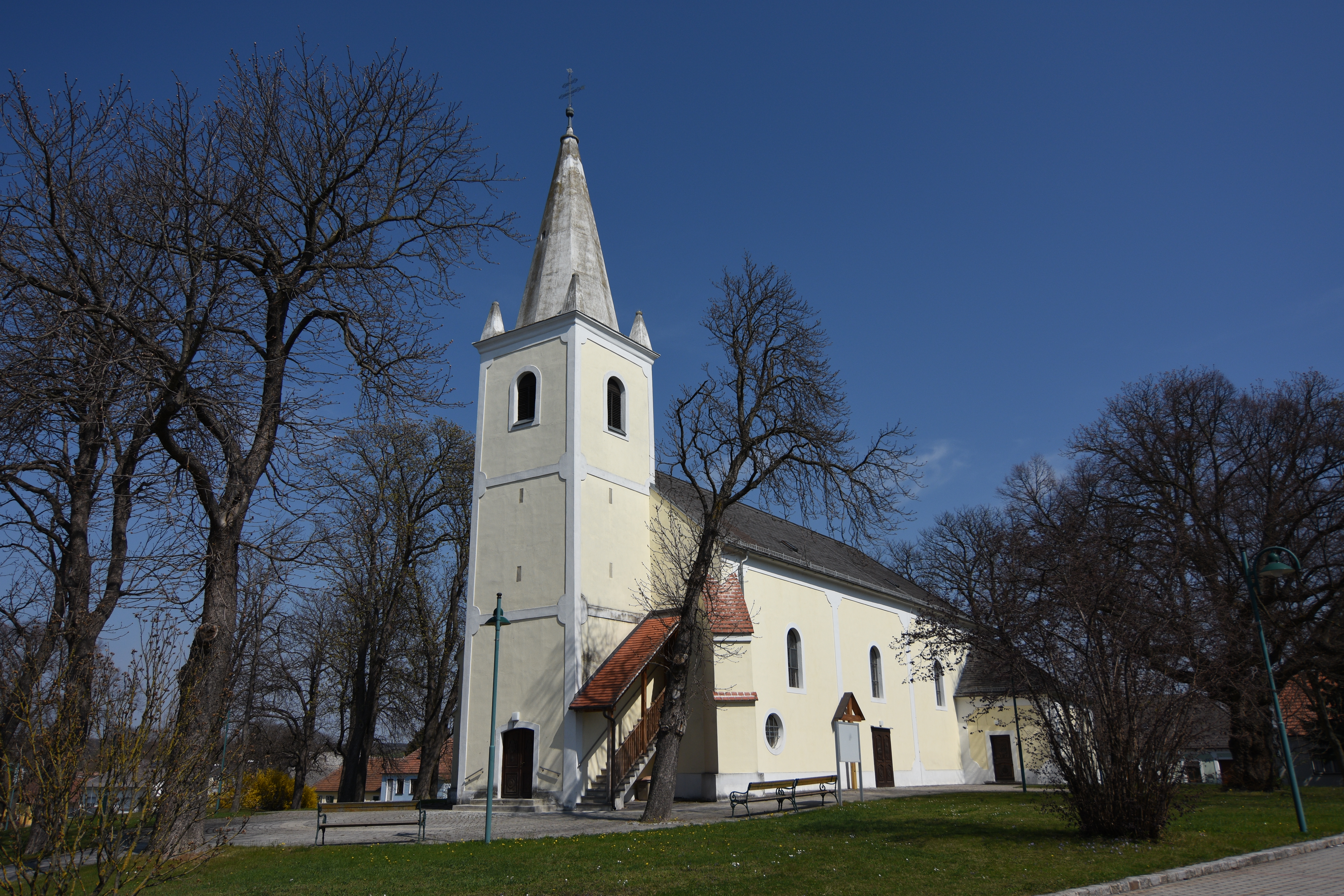
Pfarrkirche Großwarasdorf

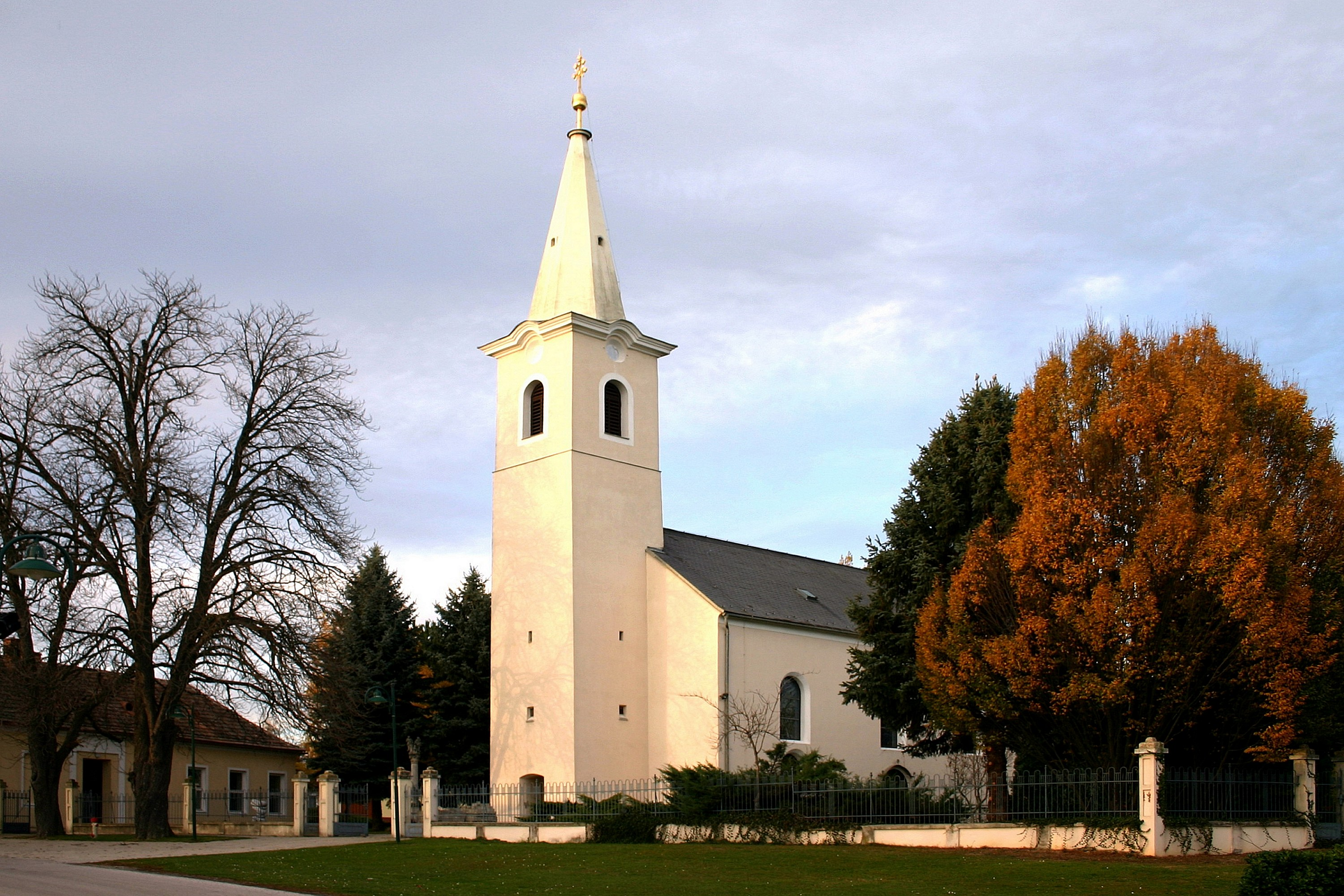
Pfarrkirche Kleinwarasdorf

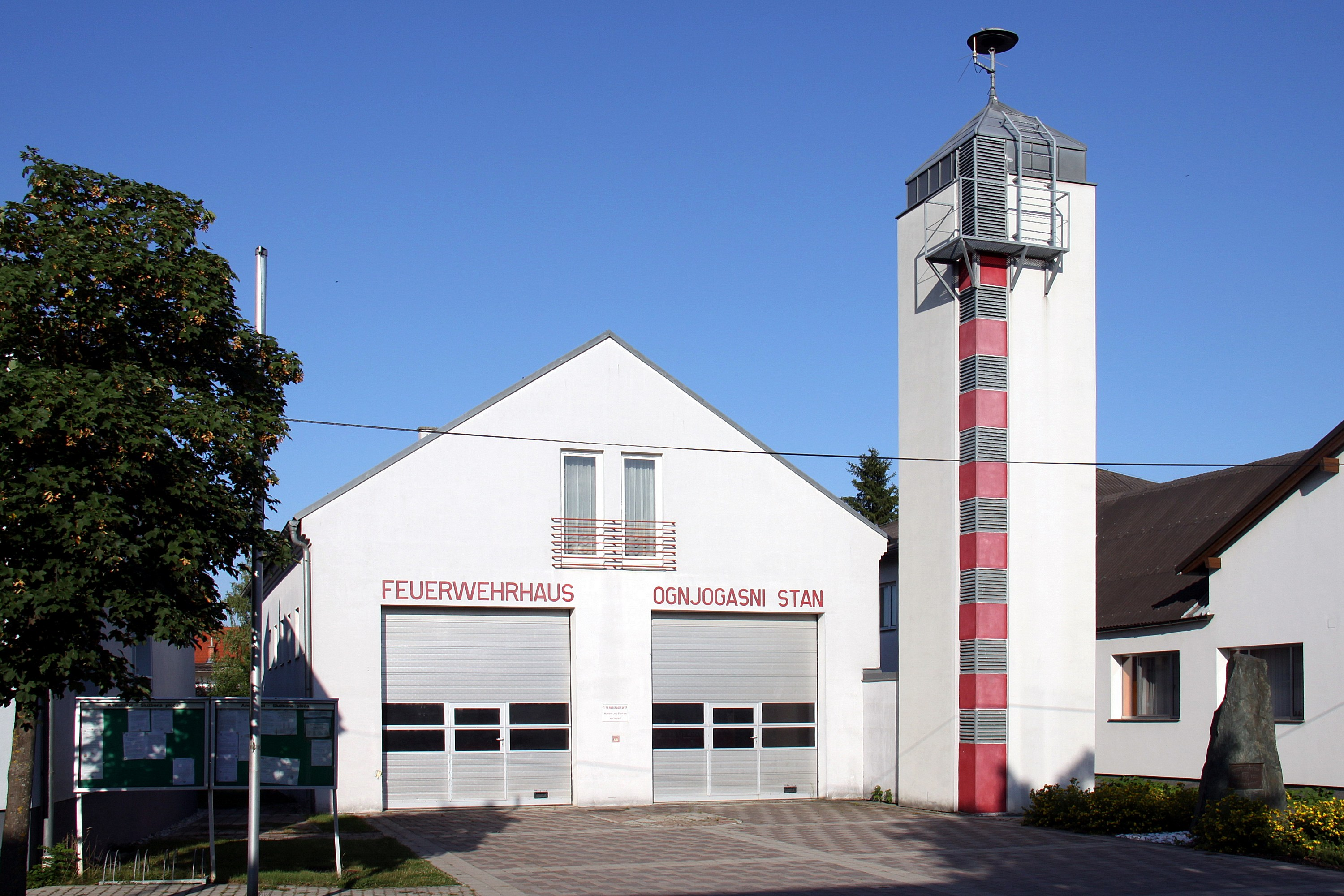
Feuerwehrhaus von Großwarasdorf mit zweisprachiger Beschriftung

Im Jahr 2020 wurde gegen den Widerstand der Gemeinde auch die Neue Mittelschule, die im Stil des Brutalismus errichtet worden war, unter Denkmalschutz gestellt.
- Katholische Pfarrkirche Großwarasdorf hl. Demetrios
- Katholische Pfarrkirche Kleinwarasdorf hl. Anna

## Wirtschaft und Infrastruktur

### Wirtschaftssektoren
Die Anzahl der Erwerbstätigen in der Produktion sank von 99 im Jahr 2001 auf 14 im Jahr 2011.
| Wirtschaftssektor            | Anzahl Betriebe | Anzahl Betriebe | Erwerbstätige 2) | Erwerbstätige 2) |
| Wirtschaftssektor            | 2011            | 2001            | 2011             | 2001             |
| ---------------------------- | --------------- | --------------- | ---------------- | ---------------- |
| Land- und Forstwirtschaft 1) | 52              | 96              | 43               | 50               |
| Produktion                   | 9               | 9               | 14               | 99               |
| Dienstleistung               | 65              | 52              | 129              | 160              |

1) Betriebe mit Fläche in den Jahren 2010 und 1999, 2) Erwerbstätige am Arbeitsort

### Arbeitsmarkt, Pendeln
Im Jahr 2011 arbeiteten von den 582 Erwerbstätigen der Gemeinde 126 in ebendieser, 456 pendelten aus. Von anderen Gemeinden pendelten 60 Personen nach Großwarasdorf ein.

### Bildung
- Kindergarten[9]
- zweisprachige Volksschule[10]
- zweisprachige Neue Mittelschule[11]

## Politik

### Gemeinderat

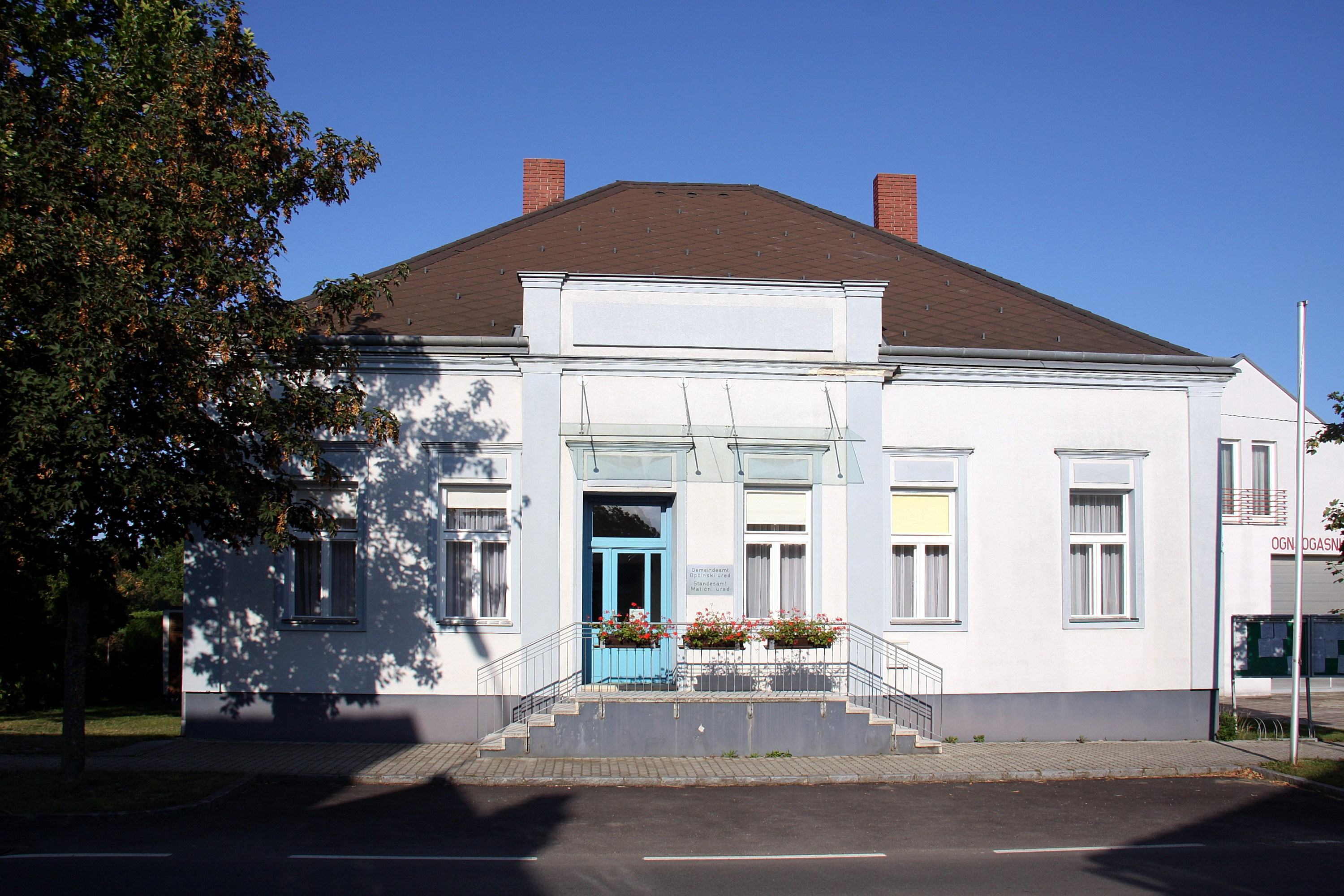
Gemeindeamt Großwarasdorf

Der Gemeinderat umfasst aufgrund der Anzahl der Wahlberechtigten insgesamt 21 Mitglieder.
| Partei          | 2022             | 2022             | 2022             | 2017             | 2017             | 2017             | 2012             | 2012             | 2012             | 2007             | 2007             | 2007             | 2002             | 2002             | 2002             | 1997             | 1997             | 1997             |
| Partei          | Sti.             | %                | M.               | Sti.             | %                | M.               | Sti.             | %                | M.               | Sti.             | %                | M.               | Sti.             | %                | M.               | Sti.             | %                | M.               |
| --------------- | ---------------- | ---------------- | ---------------- | ---------------- | ---------------- | ---------------- | ---------------- | ---------------- | ---------------- | ---------------- | ---------------- | ---------------- | ---------------- | ---------------- | ---------------- | ---------------- | ---------------- | ---------------- |
| ÖVP             | 703              | 59,48            | 13               | 649              | 56,58            | 12               | 678              | 55,26            | 12               | 705              | 53,33            | 12               | 663              | 54,84            | 11               | 723              | 65,19            | 13               |
| SPÖ             | 451              | 38,16            | 8                | 406              | 35,40            | 8                | 437              | 35,62            | 7                | 461              | 34,87            | 7                | 418              | 34,57            | 7                | 333              | 30,03            | 6                |
| MFG             | 28               | 2,37             | 0                | nicht kandidiert | nicht kandidiert | nicht kandidiert | nicht kandidiert | nicht kandidiert | nicht kandidiert | nicht kandidiert | nicht kandidiert | nicht kandidiert | nicht kandidiert | nicht kandidiert | nicht kandidiert | nicht kandidiert | nicht kandidiert | nicht kandidiert |
| UNABuGRÜNE A1   | nicht kandidiert | nicht kandidiert | nicht kandidiert | 92               | 8,02             | 1                | 112              | 9,13             | 2                | nicht kandidiert | nicht kandidiert | nicht kandidiert | nicht kandidiert | nicht kandidiert | nicht kandidiert | nicht kandidiert | nicht kandidiert | nicht kandidiert |
| Grüne           | nicht kandidiert | nicht kandidiert | nicht kandidiert | nicht kandidiert | nicht kandidiert | nicht kandidiert | nicht kandidiert | nicht kandidiert | nicht kandidiert | 129              | 9,76             | 2                | 105              | 8,68             | 1                | nicht kandidiert | nicht kandidiert | nicht kandidiert |
| FPÖ             | nicht kandidiert | nicht kandidiert | nicht kandidiert | nicht kandidiert | nicht kandidiert | nicht kandidiert | nicht kandidiert | nicht kandidiert | nicht kandidiert | 27               | 2,04             | 0                | 23               | 1,90             | 0                | 53               | 4,78             | 0                |
| Wahlberechtigte | 1563             | 1563             | 1563             | 1532             | 1532             | 1532             | 1557             | 1557             | 1557             | 1594             | 1594             | 1594             | 1449             | 1449             | 1449             | 1389             | 1389             | 1389             |
| Wahlbeteiligung | 81,06 %          | 81,06 %          | 81,06 %          | 81,27 %          | 81,27 %          | 81,27 %          | 85,36 %          | 85,36 %          | 85,36 %          | 86,95 %          | 86,95 %          | 86,95 %          | 87,78 %          | 87,78 %          | 87,78 %          | 86,75 %          | 86,75 %          | 86,75 %          |

### Bürgermeister
Bürgermeister ist Rudolf Berlakovich (ÖVP), der nach der Wahl 2012 die Nachfolge von Stefan Rozsenich (ÖVP) antrat. Bei der Bürgermeisterdirektwahl 2017 war abermals Vizebürgermeister Helmut Orisich (SPÖ) sein Mitbewerber und erneut setzte sich Berlakovich mit 57,50 % zu 42,50 % durch. Orisich wurde in der konstituierenden Sitzung des Gemeinderats wieder zum Vizebürgermeister gewählt.
Bei der Wahl 2022 wurde Rudolf Berlakovich mit 64,93 Prozent der Stimmen im Amt bestätigt.
Leiter des Gemeindeamtes ist Michael Karall.
Bürgermeister-Historie:
- 2012–2022 Rudolf Berlakovich (ÖVP)
- seit 2022 Martin Karall (ÖVP)[18]

## Persönlichkeiten

### Söhne und Töchter der Gemeinde
- Mihovil Naković (1840–1900), Lehrer, Reformator der Zeichen des kroatischen Alphabets
- Demetrius Rozenits (1874–1933), Geistlicher und Politiker
- Lorenz Karall (1894–1965), Rechtsanwalt und Politiker, Landeshauptmann des Burgenlands
- Ignaz Horvath (1895–1973), Geistlicher und Politiker
- Rudolf Klaudus (1895–1979), Maler, Pädagoge und Publizist
- Robert Berlakovich (1900–1994), Gutspächter und Politiker
- Franz (Ferencz) Szucsich (1918–2012), kroatischer Komponist, Autor, Übersetzer und Journalist, Gründer der Tamburica Klingenbach,
- Thomas Katsich (1919–2004), Jurist und Politiker
- Johann Müller (1924–2006), Verwaltungsjurist und Politiker
- Andreas/Endre Berlakovich (1931–2008), österreichischer Diplomat, Botschafter
- Johann Karall (1934–2008), Politiker, Landesbeamter und Nationalteamtrainer der Basketballnationalmannschaft
- Joško Vlasich (* 1950), Schauspieler, Lehrer, Rockmusiker und Landtagsabgeordneter

### Mit der Gemeinde verbundene Persönlichkeiten
- Alessandro Barberi (* 1971), Sozial- und Medienwissenschaftler (in Großwarasdorf aufgewachsen)
- Nikolaus Berlakovich (* 1961), Bürgermeister, burgenländischer Landespolitiker, österreichischer Bundespolitiker
- Käthe Sasso (1926–2024), Widerstandskämpferin, Überlebende des NS-Regimes und Zeitzeugin